# 自然鉛

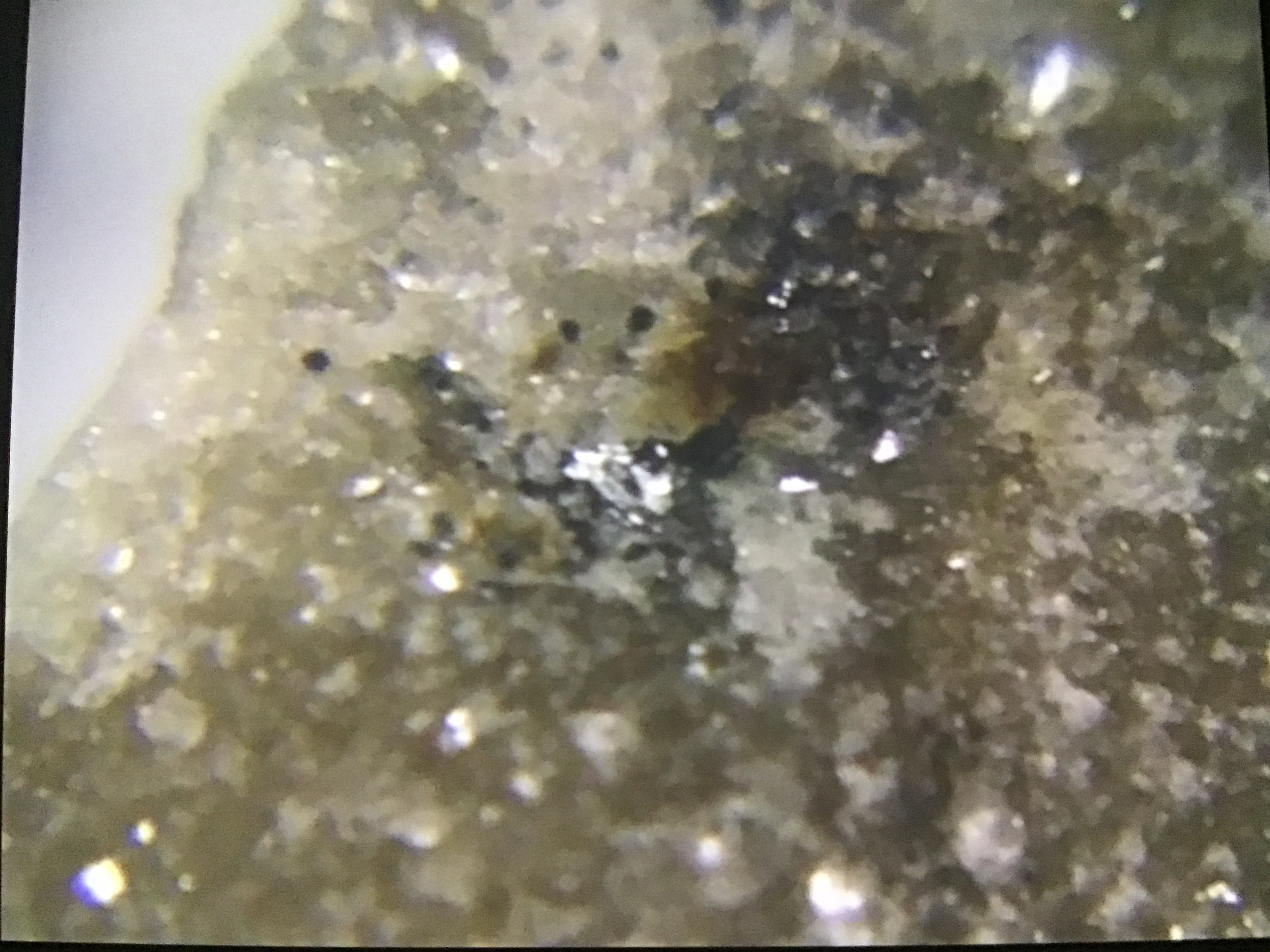
スウェーデン原産 写真中央の銀白色部分が自然鉛である。

自然鉛（Lead）は鉛を主成分とする鉱物で通常、鉛は自然界では硫化物やそれらから生じた二次鉱物を形成していることが多く、単体の鉛は自然界ではほとんど存在しない。そのため、自然鉛は非常に珍しい。

## 性質
自然鉛は金属光沢があり非常に柔らかく、先の尖ったもので押すと簡単に凹むほどである。

## 自然鉛の形成メカニズム
自然鉛は主に二通りある。
- 火成作用による形成:火山活動などによって火成岩に微量含まれている鉛が（特に花崗岩に多く見られる。）溶け、マグマの冷却過程で鉛を含む鉱物が結晶化して自然鉛が形成される。
- ビスマス鉱物のビスマス元素の放射性崩壊:ビスマス鉱物のビスマス原子が壊変してわずかに自然鉛が出来る[2]。